# Freja Beha Erichsen
Freja Beha Erichsen (Roskilde, 18 oktober 1987) is een Deens model.

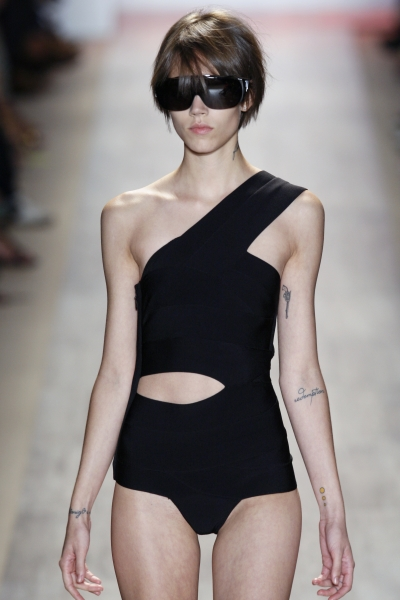
Erichsen in New York (2009)

In de modewereld staat ze bekend als the rebel girl en om haar androgyne uiterlijk. Haar ongewone manier van lopen is een van haar stijlkenmerken. Ze is goed bevriend met het Canadese model Irina Lazareanu en wordt ook vaak gezien met de Britse modellen Lily Donaldson en Agyness Deyn. Alvorens Beha model werd probeerde ze het als zangeres wat niet lukte. Beha trad onder andere op in campagnes van merken als Balenciaga, Calvin Klein, Chanel, Chloé, Gucci, H&M, Hugo Boss en Jil Sander.